# Màfia
|  | Aquest article tracta sobre sobre la societat criminal secreta. Si cerqueu l'illa de l'oceà Índic, vegeu «Mafia». |

La Màfia, com hom denomina habitualment en català la Cosa Nostra, és una societat secreta creada a Sicília dedicada al crim organitzat. A començaments del segle xx va arribar als Estats Units amb les onades d'immigrants procedents de les regions meridionals d'Itàlia, i va tenir un gran influència en la societat d'aquest país fins als anys 80.
El seu objectiu és enriquir-se i guanyar poder a base de dur a terme activitats il·legals (contraban, tràfic de droga, prostitució, joc…), quan cal exercint coaccions que van des d'amenaces fins a assassinats, passant per segrestos, xantatges, atemptats o la famosa Lupara Bianca (fer desaparèixer el cos d'algú sense deixar-ne cap rastre).
Amb el pas del temps el terme s'ha generalitzat fins als punt que avui en dia s'empra per a designar qualsevol grup que dugui a terme activitats il·legals.

## Organització i estructura interna
La Màfia no és una societat homogènia, sinó que està formada per diferents famílies, sense cap connexió de parentiu les unes amb les altres, i que normalment es reparteixen les activitats il·legals i les zones on operen, encara que els seus interessos no sempre són independents, sinó que poden enfrontar-se.
Dins de cada família se segueix una estructura jeràrquica piramidal, amb un cap suprem anomenat Capofamiglia (conegut també com a Padrino o Don), un subcap o Sotto Capo, diversos subcaps (Capodecina) que manen grups d'uns deu Uomini d'Onore, anomenats també soldati, que són els que executen les ordres. Fora de l'escala jeràrquica queda el Consigliere, que té un paper d'assessor del superiors. També trobem el títol de Capo di tutti i capi, ocupat actualment per Bernardo Provenzano, i que exerceix de líder de totes les famílies.
La Màfia nord-americana s'organitza de mode similar.

## La Màfia a Itàlia
La Màfia va néixer a Sicília a mitjans del segle xix per a protegir les plantacions de llimoners i tarongers propers a la ciutat de Palerm. D'allà es va anar estenent fins a arribar als grans propietaris i als polítics de l'illa. Així va ser com van crear-se forts vincles entre la Màfia i el poder polític.
Durant el període feixista, Benito Mussolini va dur a terme una forta persecució, amb nombroses detencions, que van provocar la fugida o l'empresonament de nombrosos mafiosos. Tanmateix, després de la Segona Guerra Mundial la Màfia va tornar a recuperar el poder que havia perdut durant la dictadura i va reforçar els seus lligams amb les famílies mafioses dels Estats Units a causa del seu marcat anticomunisme, que els nord-americans van aprofitar per afeblir les organitzacions socialistes italianes.
Durant els anys 80, el Primer Ministre italià Giulio Andreotti va tenir vincles amb la Màfia, per la qual cosa va ser processat anys més tard, tot i que no va ser condemnat perquè els crims de què estava acusat havien prescrit. El 1992, la Màfia va assassinar el jutge Giovanni Falcone fent esclatar el seu cotxe al mig d'una autopista a Sicília.
Actualment la Màfia siciliana està dividida entre els caps que han estat empresonats i aquells que segueixen en llibertat. Els que es troben a la presó es veuen sotmesos a un fort control de les seves relacions amb l'exterior gràcies a la llei italiana 41 bis. Antonio Giuffrè, confident de la policia, havia admès que, a canvi de retirar aquesta llei, la Màfia havia donat suport al Primer Ministre Silvio Berlusconi, malgrat que avui aquest encara no ha pes cap mesura respecte a la 41 bis. Siguin certes o no les acusacions, sembla cert que la Màfia està descontenta amb l'actual govern, fins al punt que recentment van aparèixer pancartes en contra de Berlusconi i la llei 41 bis en un partit de futbol a l'estadi del Palerm.
Aquestes són algunes de les organitzacions més importants:
- Màfia siciliana. Sorgeix a Sicília a principis del segle xix. Els terratinents, deixaren que les seves finques fossin explotades pels gabellotti, amos i senyors de l'illa. Entre ells passaren a denominar-se Cosa Nostra i a reconèixer-se com "homes d'honor".

- La Camorra. Sorgí a Nàpols, denominada Nuova Camorra Organizzata (NCO). Actualment els camorristes es mouen per tot el món. Sempre han tingut llaços estrets amb el món polític. Actualment operen en el món més de cent onze famílies camorristes. Al Capone fou el seu cap més important.

- La 'Ndrangheta (Calàbria).

- La Sacra corona unita (Pulla).

## La Màfia als Estats Units
A principis del segle xx, amb l'arribada massiva d'immigrants del sud d'Itàlia als Estats Units van aparèixer les primeres bandes mafioses, sobretot a la zona de Chicago. Aquestes bandes van anar evolucionant fins a crear-se 26 famílies per tot el territori, algunes amb vincles internacionals, i tenint com a centre de les seves activitats la ciutat de Nova York, que després de diversos conflictes va acabar dominada per cinc famílies: la família Bonanno, la Colombo, la Gambino, la Genovese i la Lucchese.
Durant els anys de la Llei seca, la Màfia nord-americana va tenir un període d'enriquiment gràcies al contraban de begudes alcohòliques. Posteriorment es va dedicar a altres activitats, il·legals o semi-legals, com la prostitució, el joc i les apostes, o el tràfic de drogues principalment, que ha dut a terme fins a l'actualitat, encara que amb menor grau que fa unes dècades, després de patir durant els 60 i els 70 diversos processos judicials que la van afeblir notablement.

## Orígens del mot
Hi ha diverses teories sobre l'origen etimològic de la paraula Màfia. La primera apunta a una paraula del dialecte toscà Maffia, que vol dir "misèria". Una altra opció és mu'afah (en àrab "protecció dels dèbils"). També s'ha parlat de la possibilitat que Màfia sigui un acrònim de l'expressió Morte Ai Francesi, Indipendenza Anela (Mort als francesos, independència anhela), cridada per la població siciliana durant les Vespres Sicilianes el 1282. Malgrat tot, sembla que el seu vertader origen és el mot sicilià Mafiusu, que voldria dir "bell" o "bonic", ja que el primer document en què apareix la paraula és l'obra de teatre "I mafiusi di la Vicaria", escrita per Giuseppe Rizzoto i Gaetano Mosca i representada a Palerm el 1862.
Avui en dia s'anomena Màfia altres organitzacions criminals italianes, com podrien ser la Camorra, a Nàpols, o la 'Ndrangheta, a Calàbria. Fins i tot es parla de Màfia russa, Màfia cubana, Màfia irlandesa o Màfia japonesa, anomenada Yakuza.

## La Màfia a la literatura i el cinema
La Màfia ha tingut una gran importància en la cultura popular del darrer segle. L'obra més coneguda és segurament la novel·la El Padrí de l'italià Mario Puzo, i que posteriorment va ser portada a la pantalla gran per Francis Ford Coppola. El cinema també ha donat altres films, la majoria nord-americans, com Els Intocables, Road to Perditition, Casino o Un dels nostres. La televisió ha retratat la Màfia en sèries com The Sopranos o The Simpsons, on apareix una banda italiana.